# Къща на Анастасия Фурнаджиян
Къщата на Анастасия Фурнаджиян се намира на улица „Воден“ №13 в археологически резерват „Одесос“ във Варна. Построена е за търговеца на зърно в България и Румъния Анастасия Фурнаджиян. Обявена е за паметник на културата.
От 2010 г. започва подготовка за реставрация на сградата. В началото на 2018 г., по време на спасителни археологически разкопки е открита кръгообразна кула от IV в. с ширина 4 m. Тя е част от крепостната стена на Одесос.